# 何処へ行く
『何処へ行く』（どこへいく）は、THE BACK HORNのインディーズ1枚目のアルバム。1999年9月22日発売。

## 収録曲
全作詞・作曲・編曲：THE BACK HORN
1. ピンクソーダ
2. カラス
3. 冬のミルク
4. 魚雷
5. 雨乞い
  - Instrumental曲。
6. 怪しき雲ゆき
7. 晩秋
8. 何処へ行く